# Evangelische Kirche Ledde

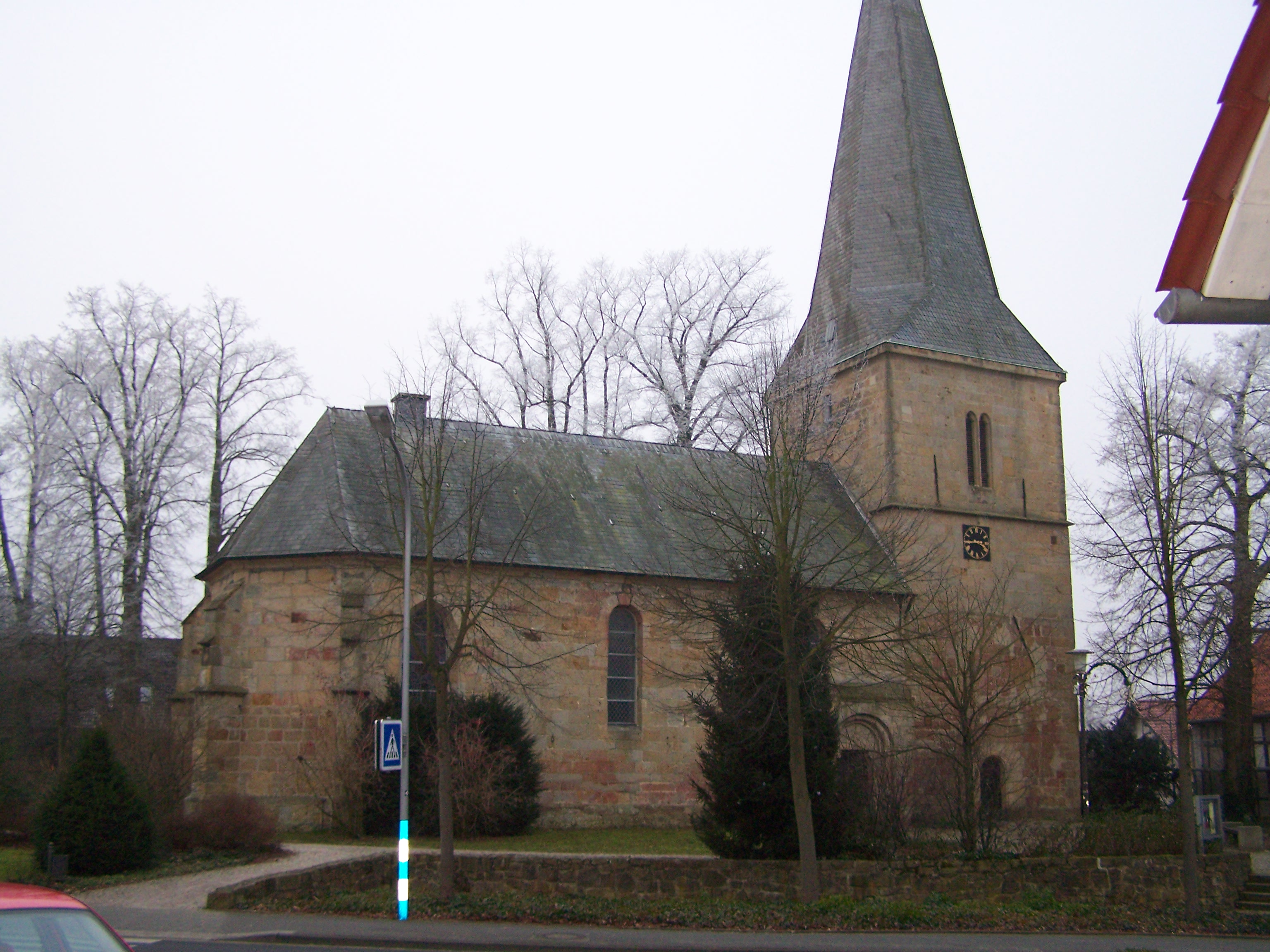
Evangelische Kirche

Die evangelische Kirche Ledde ist ein denkmalgeschütztes Kirchengebäude in Ledde, einem Ortsteil von Tecklenburg im Kreis Steinfurt (Nordrhein-Westfalen). Die Kirchengemeinde war lange eigenständig, gehört aber seit 2008 zur Kirchengemeinde Tecklenburg im Kirchenkreis Tecklenburg der Evangelischen Kirche von Westfalen.

## Geschichte und Architektur
Das zweijochige romanische Langhaus mit Gratgewölben zwischen rundbogigen Gurten und Schildbögen wurde im 13. Jahrhundert aus Sandsteinquadern errichtet. Die Rundbogenfenster wurden nachträglich verlängert. Der 1501 geweihte Chor mit einem 5/8-Schluss wurde später angefügt. Der schon in der zweiten Hälfte des 12, Jahrhunderts erbaute Westturm ist mit einem spätgotischen Spitzhelm versehen. Auf der Nordseite des Schiffes ist ein rundbogiges, romanisches Säulenportal in einer kastenartigen Umrahmung. Im Schiff ruhen Kreuzgratgewölbe auf Wandpfeilern mit kräftigen Schild- und Gurtbögen, das Kreuzrippengewölbe im Chor ruht auf Konsolen.
Unter Hermann Höhn, der von 1958 bis 1978 Pfarrer der Evangelischen Kirchengemeinde Ledde war, wurde die Dorfkirche in den 1960er Jahren umfangreich renoviert. Dabei wurden historische Malereien im Chor wieder freigelegt. Auch erhielt die Kirche ein neues Gestühl und 1969 zum Abschluss der Arbeiten eine neue Orgel. Außerdem gründete Höhn 1959 den Posaunenchor Ledde, der regelmäßig nicht nur die Gottesdienste in der Kirche bereichert. Weiter erreichte Höhn, dass 1962 ein neues, großzügiges Gemeindehaus errichtet wurde.

### Kirche als Fledermausquartier und FFH-Gebiet
Der Dachboden der Kirche ist 2004 als FFH-Gebiet Kirche in Ledde mit einer Größe von 0,03 ha ausgewiesen worden. Auf dem Dachboden der Kirche befindet sich eine Wochenstube der Fledermausart Großes Mausohr (Myotis myotis).